# 新贝伦
新贝伦是巴西米纳斯吉拉斯州的一个市镇。总面积148.789平方公里，总人口3629人，人口密度24.4人/平方公里。